# Buren

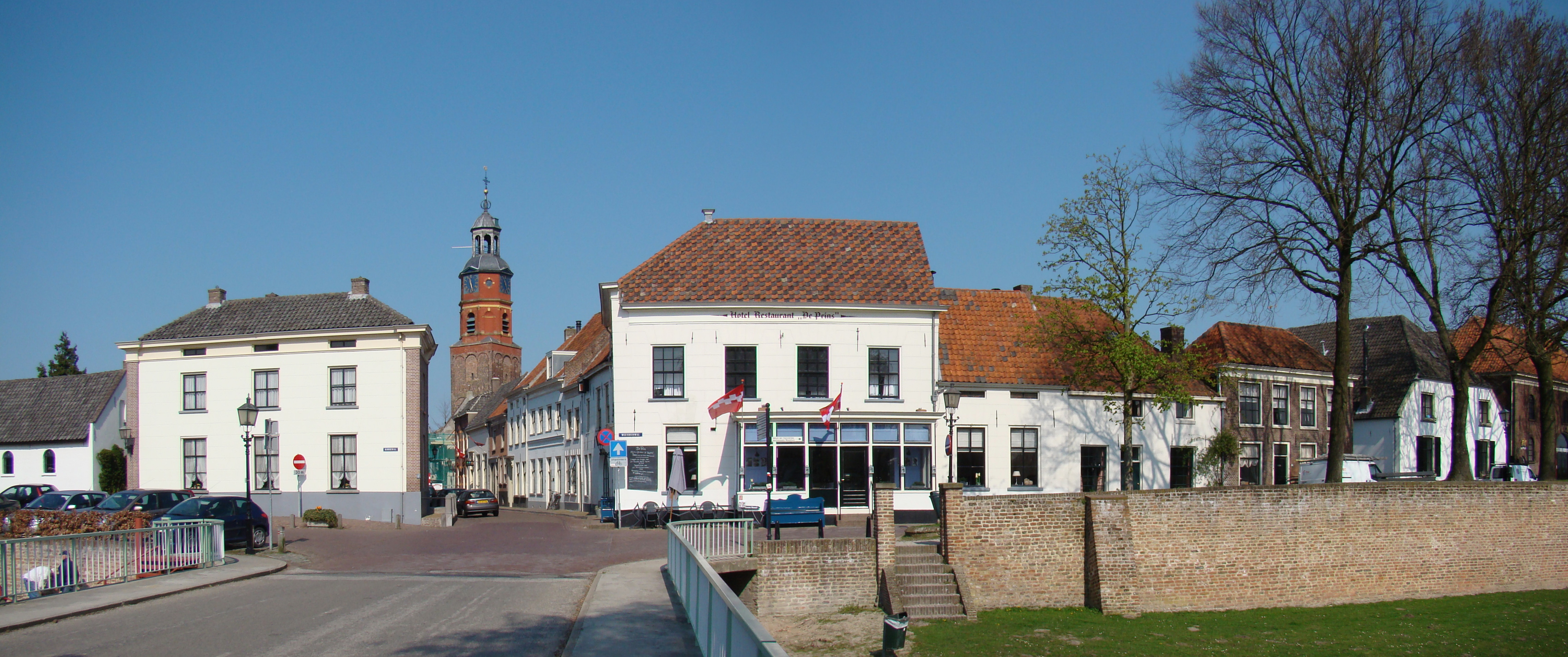

Burens läge

Buren är en kommun i provinsen Gelderland i Nederländerna. Kommunens totala area är 142,93 km² (där 8,27 km² är vatten) och invånarantalet är på 25 641 invånare (2005).